# Toyoko Tokiwa
Toyoko Tokiwa (常盤 とよ子, Tokiwa Toyoko), née le 15 janvier 1930 et morte le 24 décembre 2019, est une photographe japonaise.  
Elle est surtout connue pour son album de textes et de photographies Kiken na Adabana (危険な毒花) paru en 1957 et  pour sa description du akasen (en) (quartier de prostitution) de Yokohama après l'occupation du Japon avec des soldats américains.

## Biographie
Toyoko Tokiwa (常盤 刀洋子) naît à Yokohama en janvier 1930. (En tant que photographe, elle épelle plus tard « toyo » en hiragana plutôt que dans les caractères originaux). Sa famille gère une entreprise de grossiste en liqueur à Yokohama où elle vit jusqu'au bombardement américain du 29 mai 1945 au cours duquel son père décède,. Son frère ainé utilise un appareil Rolleicord et une chambre noire et cet élément combiné avec le désir de travailler parmi les hommes conduit Tokiwa à vouloir travailler en tant que photographe, avant même qu'elle ait elle-même utilisé un appareil photo.
Diplômée de la Tokyo Kasei-Gakuin (prédécesseur du Tokyo Kasei-Gakuin Junior College) en 1951, Tokiwa commence à travailler comme présentatrice à la radio mais rêve d'être photographe à la place et rejoint le « club Shirayuri Camera » (白百合カメラクラブ), Shirayuri Kamera Kurabu) exclusivement réservé aux femmes. Elle est influencée par le réalisme de la photographie japonaise de l'époque (conduite par Ken Domon).
Certaines des premières photographies de Tokiwa sont prises au Ōsanbashi, 
l'embarcadère de Yokohama auquel sont amarrés les navires américains à quai et qui est donc le site de séparations et de retrouvailles émouvantes des familles de militaires américains. Elle peut photographier en gros plan sans attirer de commentaires et apprécie grandement ce travail. Elle passe pourtant rapidement à son intérêt principal, les femmes qui travaillent. Malgré une haine initiale de l'armée américaine, motivée en particulier par la mort de son père, et son dégoût de la prostitution, elle s'invite simplement dans l'akasen (en) (quartier chaud) de Yokohama, demande aux filles si elle peut photographier et y est acceptée.
Tokiwa épouse plus tard un photographe amateur, Taikō Okumura (奥村泰宏), 1914-1995), dont les photographies de l'après-guerre au Japon paraissent avec les siennes dans un album publié en 1996 et travaille à la fois comme femme au foyer et photojournaliste.
Membre de la Société des photographes professionnels du Japon, elle préside l'association préfectorale de photographes de Kanagawa (神奈川県写真作家協会), Kanagawa-ken shashin-sakka kyōkai),.

### Kiken na Adabana
En 1956, Tokiwa organise une exposition intitulée Hataraku Josei (働く女性), « Femmes au travail ») à la Plaza Konica Minolta (galerie photo Konishiroku) à Tokyo qui est particulièrement bien accueillie. L'exposition montre des catcheuses professionnelles, des modèles, des ama des infirmières et des prostituées.
En 1957, son album Kiken na Adabana (危険な毒花), littéralement « Dangereuses toxiques/fleurs stériles ») est publié par Mikasa Shobō. Son texte est divisé en trois parties :
- Kiken na adabana (comme expliqué ci-dessus)
- Fāsutofurekkusu kara Kyanon made (« Du Firstflex au Canon »; Firstflex était une marque d'appareils reflex bi-objectif fabriqués par Tokiwa Seiki, (常盤精機?))
- Kōfuku e no iriguchi no aru ie (à savoir « Une maison avec une entrée au bonheur »)

Chacune d'elles est subdivisée en courts essais. Le texte est à la première personne et souvent de Tokiwa elle-même : la photo (composite) de couverture et la photo dans le frontispice montrent toutes deux Tokiwa portant un appareil à mise au point télémétrique de Canon, à une époque où la photographie était vraiment une activité masculine au Japon.
Le texte du livre est interrompu par quatre sections de photographies prises entre 1952 et 1957 (sous-titres et données techniques apparaissent pp. 242 et 241). Il y a un titre sur la première photo de chacune des sections; ces quatre titres sont :
- Aru machi no kurai onna no iru fūkei (« Paysage sombre avec des femmes d'une certaine ville japonaise »). En majorité des scènes de rue dans cette ville (Yokohama) montrant beaucoup de filles et de militaires américains. La photographie la plus connue de Tokiwa se trouve pages 44, 45[n 4] prise à Wakaba-chō Bā-gai (若葉町バー街?), rue à bars), derrière l'arrondissement d'Isezakichō (en)[4] qui montre une jeune fille tenue par un homme étranger tandis qu'un autre en uniforme regarde au loin.
- Kiken na hakimono (« Dangereuses chaussures »). La photographie d'ouverture montre des geta et des sandales déposées à l'entrée d'un l'hôpital; les photos qui suivent montrent des filles qui attendent ou reçoivent des injections et des contrôles obligatoires certifiant qu'elles ne sont pas porteuses de maladies vénériennes.
- Fāsutofurekkusu kara Kyanon made (comme expliqué ci-dessus). Série complexe : visiteurs étrangers au Japon, ama, modèles nues et chindon'ya.
- Kōfuku e no iriguchi no aru ie (comme expliqué ci-dessus). Scènes plus heureuses de jeunes femmes, bien que la série se termine par la scène représentée à l'intérieur de l'objectif sur la couverture.

Kōtarō Iizawa caractérise le livre comme étant « le travail le plus fort, le plus compatissant par une femme photographe de l'époque ».

### Travaux pour la télévision
De 1962 à 1965, Tokiwa produit la série télévisée Hataraku Josei-tachi ((働く女性たち), femmes qui travaillent).

### Autres photographies et publications
Tokiwa photographie autour des bases militaires américaines de Yokosuka (1958) et des îles Ryūkyū (1960), l'Union soviétique (1974), Taiwan et la Malaisie (1975-80). Depuis 1985, elle travaille sur les questions relatives aux personnes âgées.
Aucun livre n'a encore (début 2010) été consacrée à l'œuvre ultérieure de Tokiwa mais depuis les années 1950 jusqu'aux années 1970, son travail est paru dans les magazines Asahi Camera, Camera Mainichi, Nippon Camera, Sankei Camera et Shashin Salon.
Le 23 novembre 2010, lorsqu'elle prend la parole à l'exposition de photo intitulée « Femmes » organisée à Yokohama à l'occasion du 60e anniversaire de la Société des photographes professionnels du Japon devant un public d'une centaine de personnes à propos de ses débuts en tant que photographe, elle réside à Yokohama et photographie des personnes atteintes de la maladie d'Alzheimer.

### Autres travaux
En 1967 Tokiwa fait partie d'un comité de sélection de travaux pour une exposition organisée par la préfecture de Kanagawa et en 1987 elle est enseignante à la Fujisawa Bunka Sentā (Fujisawa, Kanagawa).

## Expositions
En 1957, Tokiwa se joint à Tōmatsu, Narahara et d'autres photographes pour la première exposition de Jūnin no Me (10人の目), « Les yeux de dix »). Jusqu'en 1960, Tokiwa présente son travail dans plusieurs expositions, au moins une fois avec Hisae Imai,.
Le 3e « Mois de la Photographie de Tokyo » montre divers expositions de photographie de différentes galeries à Tokyo en 1998, le thème principal étant « L'Œil des femmes photographes » (Josei Shashinka ne manazashi) et il présenté des photos de Tokiwa et d'autres japonaises photographes établies de la période 1945-1997.
Tokiwa participe à l'exposition Yokohama Photo Triangle en 2009, tenue dans le cadre du 150e anniversaire de l'ouverture du port de Yokohama où elle organise également un programme de participation civique.

## Collections permanentes
- Musée métropolitain de photographie de Tokyo[n 5].
- Musée d'art de la préfecture de Yamaguchi[15],[16]
- Yokohama Civic Art Gallery[17].

## Albums de Tokiwa
- Kiken na Adabana (危険な毒花?)[n 1] Tokyo: Mikasa Shobō, 1957. (ja)
- With Taikō Okumura (奥村泰宏?). Sengo 50-nen: Yokohama Saigen: Futari de Utsushita Haisen Sutōrī (戦後50年　横浜再現　二人で写した敗戦ストーリー?)[n 6] Tokyo: Heibonsha, 1996.  (ISBN 4-582-27733-0). (ja) Photographies de Yokohama après la guerre; les pp. 3, 95 montrent le travail d'Okumura, les pp. 96, 143 celui de Tokiwa.
- Watashi no naka no Yokohama Densetsu : Tokiwa Toyoko Shashinshū 1954-1956 (わたしの中のヨコハマ伝説 常盤とよ子写真集 1954-1956?) / A Collection of Photographs by Toyoko Tokiwa. Yokohama : Tokiwa Toyoko Shashin Jimusho, 2001. (ja) Photographies de Yokohama, 1954-56.